# Uragano Isaias
L'uragano Isaias è stato un uragano atlantico di categoria 1 che ha colpito i Caraibi e l'East Coast degli Stati Uniti, causando ingenti danni. Il passaggio di Isaias lungo l'East Coast ha prodotto un grande tornado outbreak con 38 tornado confermati. In totale, l'uragano Isaias ha causato almeno 5,23 miliardi di dollari di danni, e ha provocato la morte di 18 persone: 15 negli Stati Uniti continentali, 2 nella Repubblica Dominicana e una a Porto Rico.

## Storia della tempesta

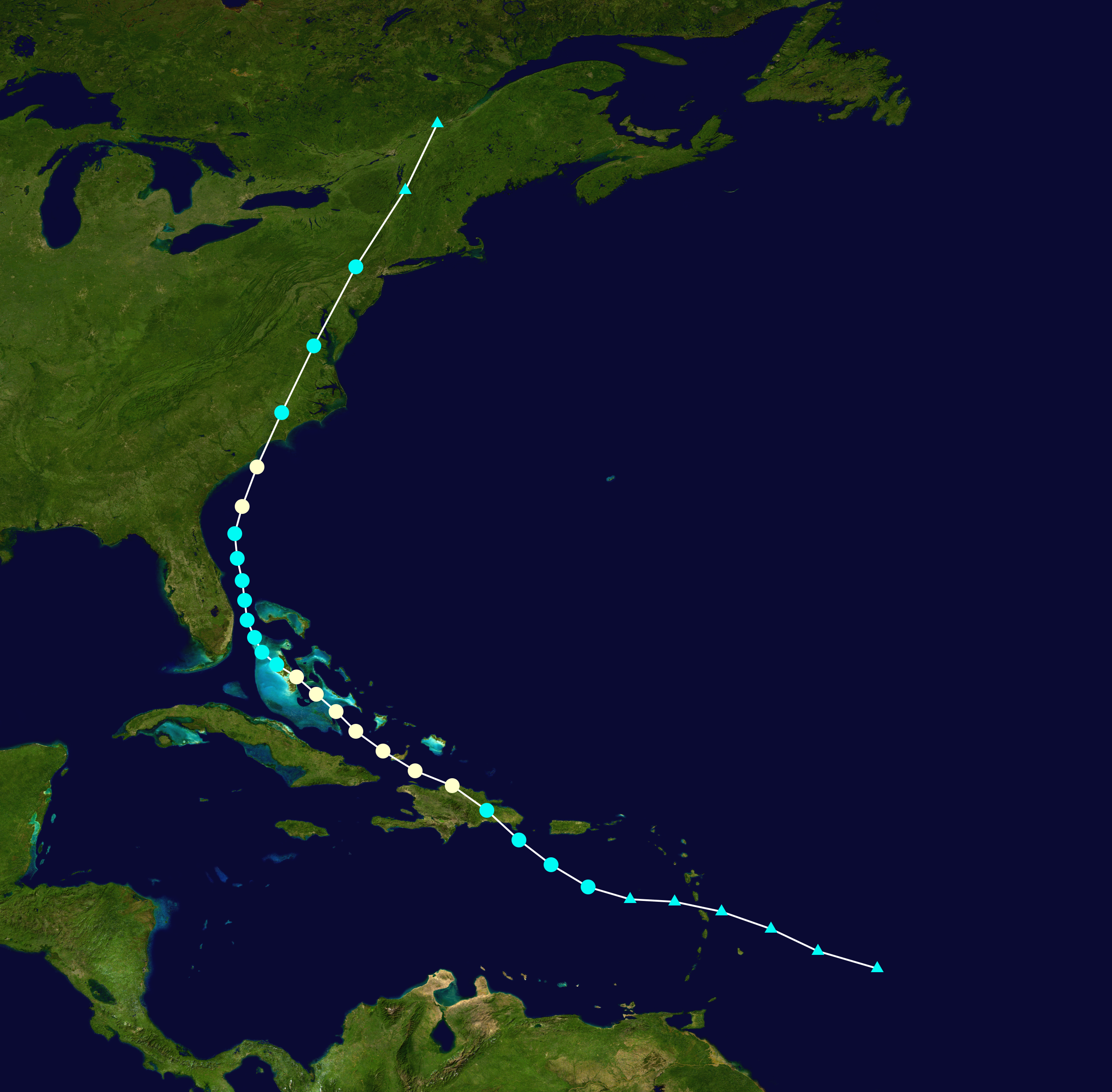
Mappa dell'intensità dell'uragano Isaias lungo il suo percorso.

La sera del 23 luglio 2020, il National Hurricane Center ha iniziato a monitorare un'onda tropicale al largo della costa africana. Il 28 luglio, alle 15:00 UTC, nonostante la circolazione alquanto asimmetrica e la mancanza di un centro ben definito, la possibilità di un'imminente ciclogenesi tropicale vicino a  terre emerse ha portato il NHC a designare la perturbazione, che si trovava 940 km a est-sud-est delle Isole Sopravento Settentrionali, come potenziale ciclone tropicale nove. Dopo essere passata 10 km a sud della Dominica la mattina del 29 luglio, alle 03:00 UTC del 30 luglio, mentre si trovava 250 km a sud di Porto Rico, la perturbazione è diventata sufficientemente organizzata da essere finalmente classificata dal NHC come tempesta tropicale, ricevendo il nome Isaias. Isaias è diventata quindi la nona tempesta stagionale più precoce di sempre, battendo il precedente record stabilito dall'uragano Irene nel 2005. Muovendosi verso nord-ovest, la tempesta ha continuato ad intensificarsi, e alle 16:00 UTC è approdata nella Repubblica Dominicana, con venti massimi di 95 km/h. Dopo essere ritornata in mare, senza indebolirsi in seguito al contatto con il terreno, un volo di ricognizione nella tempesta ha rilevato venti di 130 km/h, sufficienti a classificare Isaias come uragano di categoria 1 alle 03:40 UTC del 31 luglio.

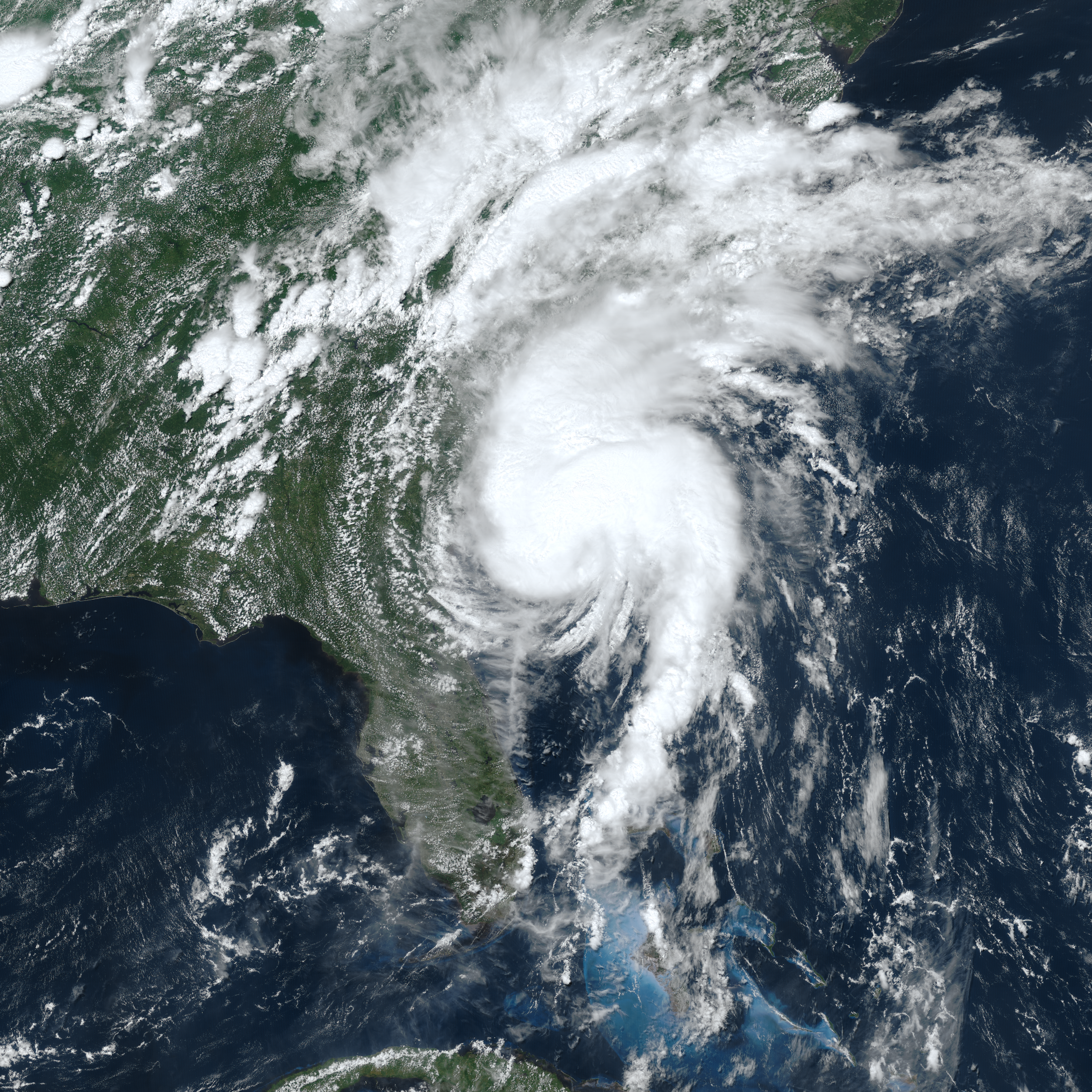
L'uragano Isaias mentre si rafforza nel pomeriggio del 3 agosto.

Dopo un breve indebolimento causato da un moderato wind shear verticale proveniente da sud-ovest, Isaias ha iniziato ad intensificarsi nuovamente e nel pomeriggio un volo di ricognizione ha misurato una pressione minima centrale di 987 mbar. Alle 09:00 UTC del 1º agosto, Isaias ha quindi raggiunto il primo picco di intensità, con venti sostenuti di 140 km/h. Poco dopo, alle 15:00 UTC, Isaias è approdato nelle Bahamas, nel distretto di North Andros, con venti massimi di 130 km/h. In seguito, una combinazione tra gli effetti del wind shear, l'immissione di aria secca e l'interazione con il terreno, ha portato l'uragano ad indebolirsi, e alle 21:00 UTC è stato declassato a tempesta tropicale. Dopo essere passato tra la costa della Florida e l'isola di Grand Bahama la mattina del 2 agosto, Isaias ha continuato a risalire verso nord nel corso del 3 agosto, per poi iniziare a curvare, durante la sera, verso nord-est in direzione della costa delle Caroline. Alle 00:00 UTC del 4 agosto, mentre si trovava al largo della costa della Georgia, Isaias si è intensificato nuovamente ad uragano di categoria 1, e tre ore più tardi ha raggiunto il secondo picco di intensità, con venti massimi di 140 km/h e una pressione centrale minima di 988 mbar. Poco dopo, alle 03:10 UTC, Isaias è approdato in Carolina del Nord, nei pressi di Ocean Isle Beach.
Dopo l'approdo, Isaias ha iniziato lentamente ad indebolirsi e alle 07:00 UTC è stato declassato a tempesta tropicale. Nel corso della giornata, la tempesta ha poi attraversato la Virginia, il Maryland, la Pennsylvania, il New Jersey e lo stato di New York. Isaias ha quindi iniziato a perdere le sue caratteristiche tropicali, entrando in contatto con un fronte freddo ad ovest, e alle 03:00 UTC del 5 agosto è diventato un ciclone extratropicale, mentre si trovava 70 km a est-sud-est di Montréal, nel Québec meridionale, poco a nord del confine con il Vermont. I resti della tempesta hanno continuato a muoversi verso nord-est, in direzione del Labrador, dove sono stati assorbiti da un'altra area di bassa pressione il 6 agosto.

## Impatto

### Stati Uniti

#### Le Caroline

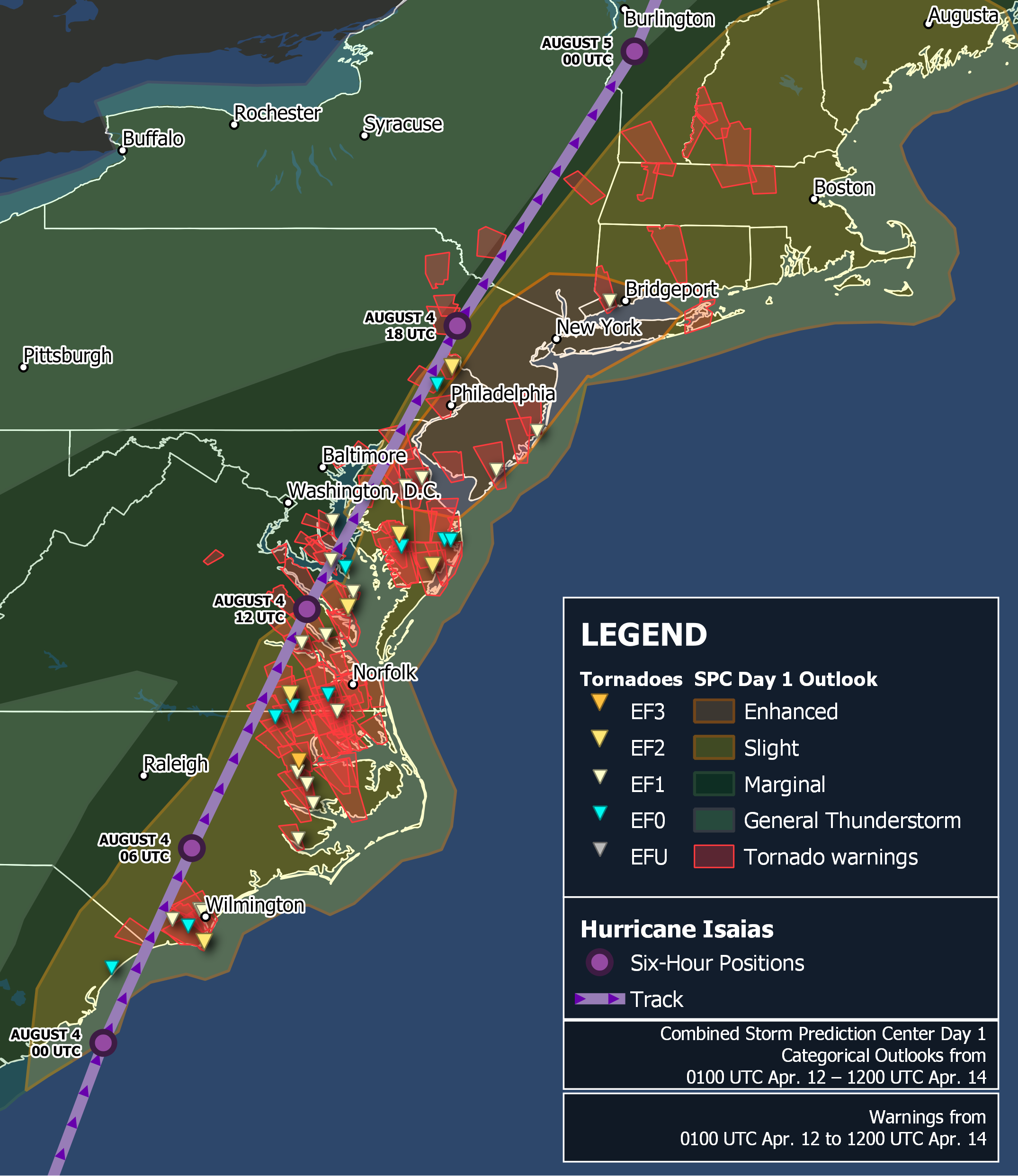
Mappa dei tornado confermati e delle allerte emesse dal National Weather Service.

Nella Carolina del Nord oltre 300.000 utenze sono rimaste senza corrente elettrica e ingenti danni sono stati registrati a Oak Island, Ocean Isle Beach e Holden Beach, dove le perdite sono state stimate in oltre 40 milioni di dollari. A Myrtle Beach, nella Carolina del Sud, Isaias ha prodotto la terza alta marea più alta di sempre registrata in città e ha causato danni pari ad almeno 2,4 milioni di dollari; nella sola parte nord della città 483 proprietà hanno subito danni. La tempesta ha causato due vittime indirette a Wilmington, nella Carolina del Nord.
In totale, 15 tornado hanno colpito la regione. Il 3 agosto, una tromba marina è arrivata a riva come un tornado EF2 e ha colpito Bald Head Island e Southport, nella Carolina del Nord, causando gravi danni. Successivamente, un'altra tromba marina è arrivata a terra a Garden City, nella Carolina del Sud, come un tornado EF0, ferendo una persona. Il 4 agosto, un tornado EF3 ha distrutto un campo caravan a sud di Windsor, uccidendo due persone e ferendone 14.

#### Medio Atlantico
In Virginia e Maryland, la tempesta ha lasciato 400 000 persone senza elettricità. In Delaware, dove i danni sono stati stimati in almeno 20 milioni, oltre 100 000 utenze sono rimaste senza corrente elettrica. In Virginia, dove una stazione meteorologica lungo il York River ha registrato venti fino a 94 km/h e raffiche fino a 150 km/h, le zone più colpite sono state l'area di Richmond e la regione costiera di Tidewater. I forti venti hanno causato danni ad Ocean City, nel Maryland, e in diverse località costiere della contea di Sussex, nel Delaware. In Pennsylvania, allagamenti diffusi hanno interessato la parte orientale dello stato e l'area metropolitana di Filadelfia, dove oltre 300 000 utenze sono rimaste senza corrente elettrica. A Filadelfia, lungo il fiume Schuylkill una chiatta ha rotto gli ormeggi e ha colpito il Vine Street Expressway Bridge, causando la chiusura di una parte dell'Interstate 676 e la sospensione del SEPTA Regional Rail.

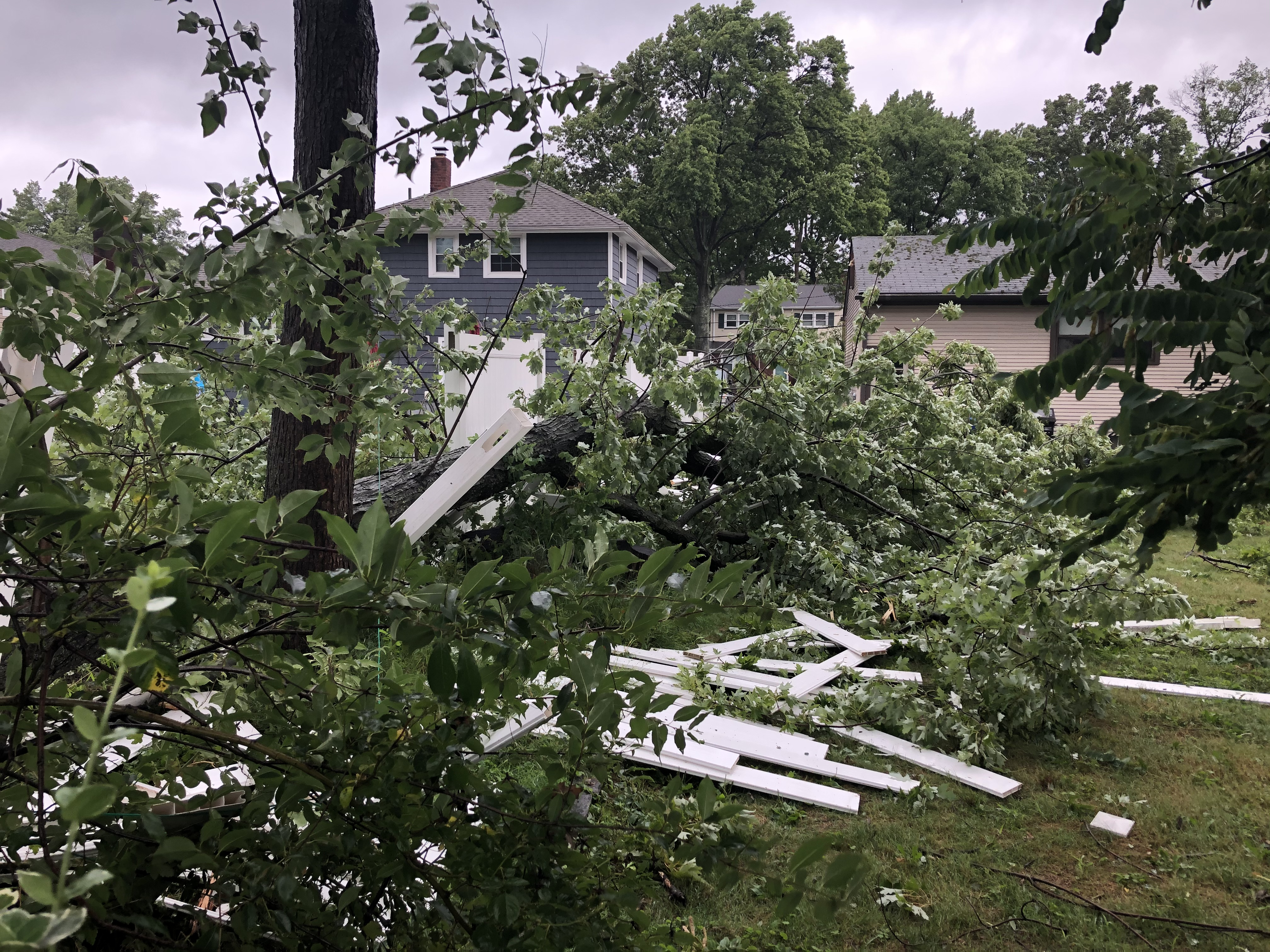
Danni a Cranford, in New Jersey.

In New Jersey, Isaias ha generato raffiche di vento fino a 175 km/h lungo la costa e riversato forti piogge, causando numerosi blackout che hanno interessato oltre 1 milione di persone. Nella città di Wildwood diversi edifici sono stati scoperchiati da raffiche di vento superiori a 110 km/h, mentre il servizio su alcune linee del New Jersey Transit Rail è stato sospeso a causa dei danni prodotti dalla tempesta. In totale, sono state sette le vittime legate ad Isaias nella regione: una nella contea di Saint Mary in Maryland, una a Milford nel Delaware, una nella contea di Lancaster in Virginia, due in Pennsylvania, e due in New Jersey, una a Cape May e una indiretta a River Vale.
In totale, durante il 4 agosto, 22 tornado generati dalla tempesta hanno colpito la regione del Medio Atlantico. In Virginia, sono stati registrati due tornado EF2, che hanno colpito Courtland e Kilmarnock, causando notevoli danni e 5 feriti; altri due tornado, uno EF0 e l'altro EF1, hanno colpito Suffolk, danneggiano o distruggendo 110 strutture e causando danni stimati in almeno 2,2 milioni di dollari. In Delaware, un tornado EF2 ha percorso 57,1 km tra le contee di Kent e New Castle, colpendo la città di Dover, dove ha causato danni importanti alla vegetazioni e agli edifici. In Pennsylvania, un tornado EF2 ha colpito le contee di Filadelfia e Bucks, muovendosi tra Northeast Philadelphia e Doylestown, dove sono stati segnalati danni significativi e sei feriti.

#### New York e New England

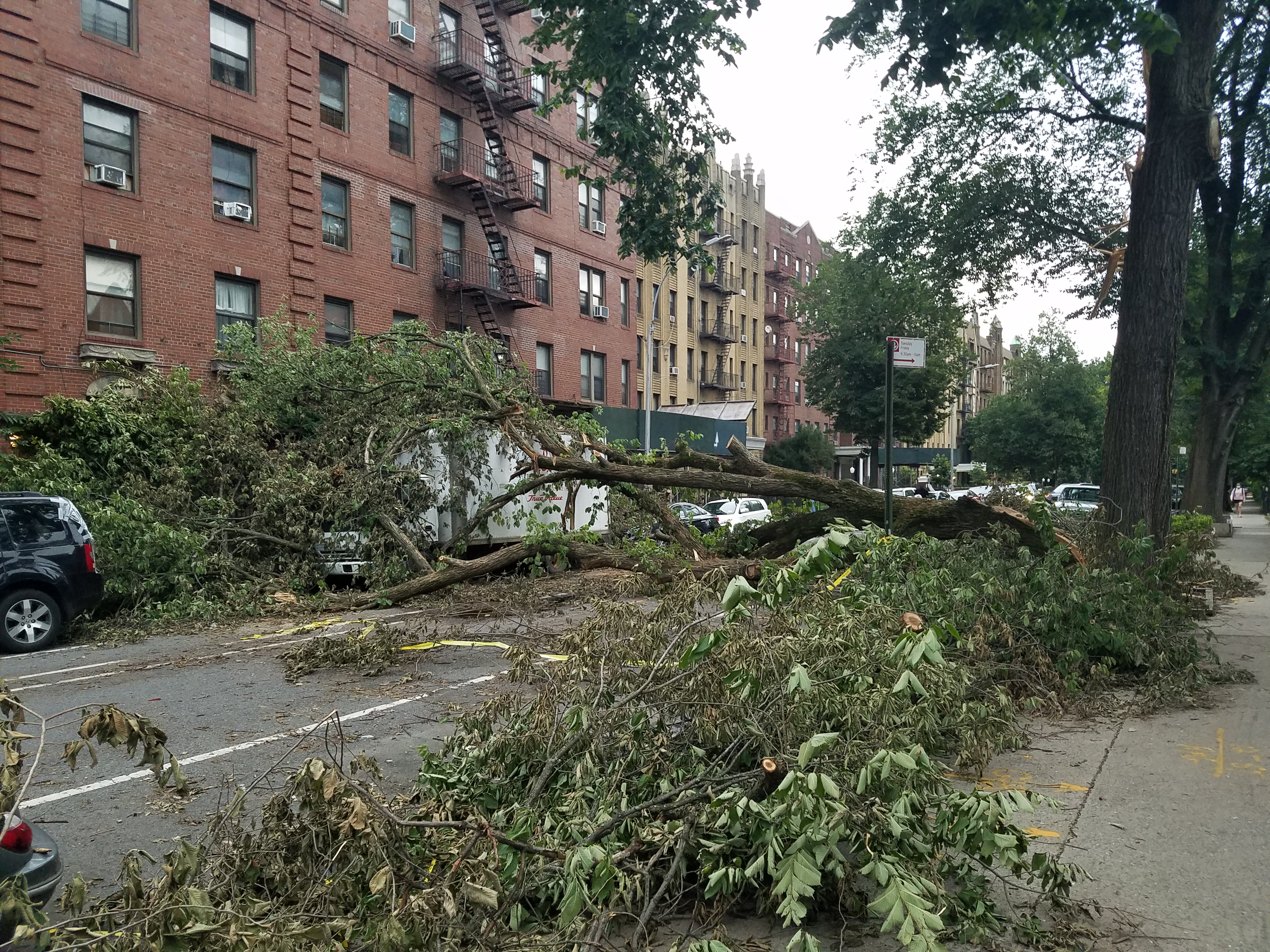
Danni a Brooklyn, New York.

Nello stato di New York, le raffiche di vento hanno raggiunto i 126 km/h a Long Island e i 110 km/h all'aeroporto Internazionale John F. Kennedy. Una persona è morta nella città di New York, nel Queens, dove oltre 3 100 alberi sono stati abbattuti dal vento, causando blackout e danni alle abitazioni. Il servizio della metropolitana di New York lungo le stazioni di superficie è stato sospeso, a causa di venti oltre i 63 km/h, e tutte le corse della Long Island Rail Road e della Metro-North Railroad sono state cancellate. In Connecticut oltre 700 000 utenze sono rimaste senza corrente elettrica e si sono registrate due vittime, una a Naugatuck e una a Newtown. Inoltre, un tornado EF1, il primo nello stato mai associato a una tempesta tropicale, ha colpito la città di Westport. In New Hampshire, una persona è morta a North Conway, mentre sul monte Washington sono state rilevate raffiche di vento fino a 237 km/h.

### Canada
Oltre 75 000 persone sono rimaste senza corrente nel Québec, la metà delle quali nella Capitale-Nationale, dove sono stati registrati venti fino a 70 km/h. All'isola di Orléans le raffiche hanno raggiunto i 91 km/h. Accumuli pluviometrici di 100 mm sono stati rilevati a Trois-Rivières e di 120 mm a Charlevoix.